# RER A
RER A — одна з п'яти ліній у Réseau Express Régional (укр. Регіональна експрес -мережа), що є гібридом S-Bahn та U-Bahn, обслуговує Париж, Франція та його околиці.
Лінія RER A завдовжки 108,5 км перетинає Париж та передмістя зі сходу на захід, і всі поїзди обслуговують групу станцій у центрі Парижа, перш ніж розгалужуються до кінців лінії.
Початкова частина лінії була побудована поетапно в період з грудня 1969 року по грудень 1977 року шляхом з'єднання двох існуючих приміських залізничних ліній з новим тунелем під Парижем: лінія між Венсенном та Буасі-Сен-Леже на сході (що раніше закінчувалася на тепер закритій Бастильському вокзалі), а також лінія між Сен-Жермен-ан-Ле і Нантер на заході.
Віадук між Вінсенном та Бастильським вокзалом був перепланований на парк Coulée verte René-Dumont в 1993 році/
.
З моменту відкриття було додано три додаткові відгалуження: одне на сході, яке обслуговує Марн-ла-Валле та Паризький Діснейленд, і два на захід, що обслуговують Пуассі та Сержі.
RER A справив значний соціальний вплив на Париж та навколишній регіон, прискоривши подорожі по центру Парижа, маючі набагато менше зупинок, ніж паризький метрополітен, і сполучивши далекі околиці в межах легкої досяжності від центру міста.
Лінія значно перевищила всі очікування щодо пасажирообігу, наразі обслуговуючи понад 1,2 мільйона пасажирів на день, та близько 300 мільйонів поїздок на рік. Це робить RER A найбільш завантаженою єдиною залізничною лінією за межами Східної Азії.

## Хронологія
- 6 липня 1961: починається проектування тунелю під Парижем для сполучення Етуаля з новим діловим районом Дефанс. Ці плани стануть набагато більш амбітними RER A.
- 14 грудня 1969: перша черга Regional Metro розпочинає роботу після того, як RATP купує лінію Венсенс між Бастилією та Буассі-Сен-Леже у SNCF і будує новий 2,5-кілометровий тунель під Парижем між Венсенном та Насьон, який замінює Бастилію як кінцеву станцію. Тим самим створено східну лінію завдовжки 17,5 км між Насьон та Буасі-Сен-Леже.
- 19 січня 1970: між Етуалем та Дефансом відкрито тунель завдовжки 4 км. Оскільки тунель на той час ізольований від решти лінії, рух відбувається човником.
- 23 листопада 1971: тунель продовжено на 2 км на схід до Обер, проїзд став можливим між станціями Дефанс і Обер.
- 1 жовтня 1972: відкрито другу чергу Regional Metro, коли RATP купує лінію Сен-Жермен між Нантер-Університетом та Сен-Жермен-ан-Ле у SNCF і приєднує його до нового тунелю завдовжки 2 км до Дефанс. Тим самим створено західну лінію завдовжки 13 км між Сен-Жермен-ан-Лей та Обер.
- 1 жовтня 1973: відкрито нову підземну проміжну станцію Нантер-Префектура.
- 8 грудня 1977: Regional Metro стає RER A після завершення останньої черги завдовжки 6 км під Парижем, додано дві нові станції метро: Ліонський вокзал та Шатле — Ле-Аль.
- Частина цього нового тунелю використовується разом з лінією Со, що перетворено на RER B. Новостворені дільниці мають завдовжки 42,5 км між Сен-Жермен-ан-Ле та Буассі-Сен-Леже. Одночасно відкривається перша черга Нової лінії Марн-ла-Валле. Ця нова лінія завдовжки 8,5 км продовжує лінію на схід до Нуазі-ле-Гран — Мон-д'Ест.
- 19 грудня 1980: Нову лінію Марн-ла-Валле продовжено на 9 км до Торсі.
- 29 травня 1988: додано чергу 'Interconnexion Ouest' завдовжки 15,5 км на північний захід по колійних лініях SNCF від Нантер-Префектури до Сержі — Сен-Кристоф.
- 29 травня 1989: дільниця довжиною 8,5 км додано до 'Interconnexion Ouest', що сполучило Мезон-Лаффітт та Пуассі.
- 1 квітня 1992: нову лінію Марн-ла-Валле завершено розширенням на 11 км до Марн-ла-Валле, прокладено відгалуження до Паризького Діснейленду, що відкрито 12 квітня 1992 року.
- 29 серпня 1994: Лінію продовжено на 2,5 км на захід до Сержі-ле-О, відкрито нову станцію Новіль-Університет.
- 10 червня 2001: відкрито нову станцію Валь-д'Ероп.

## Список станцій RER A

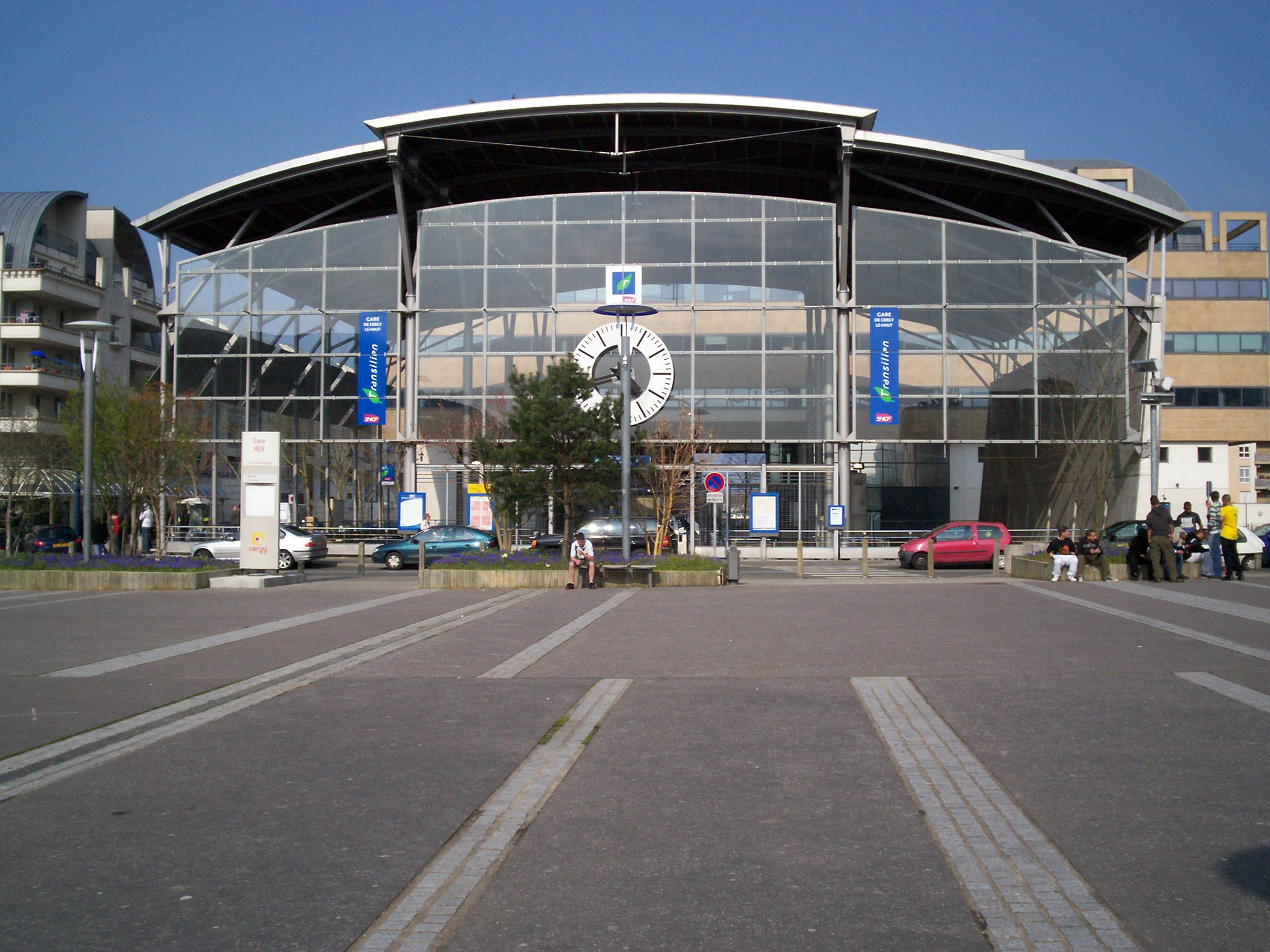
Сержі-ле-О

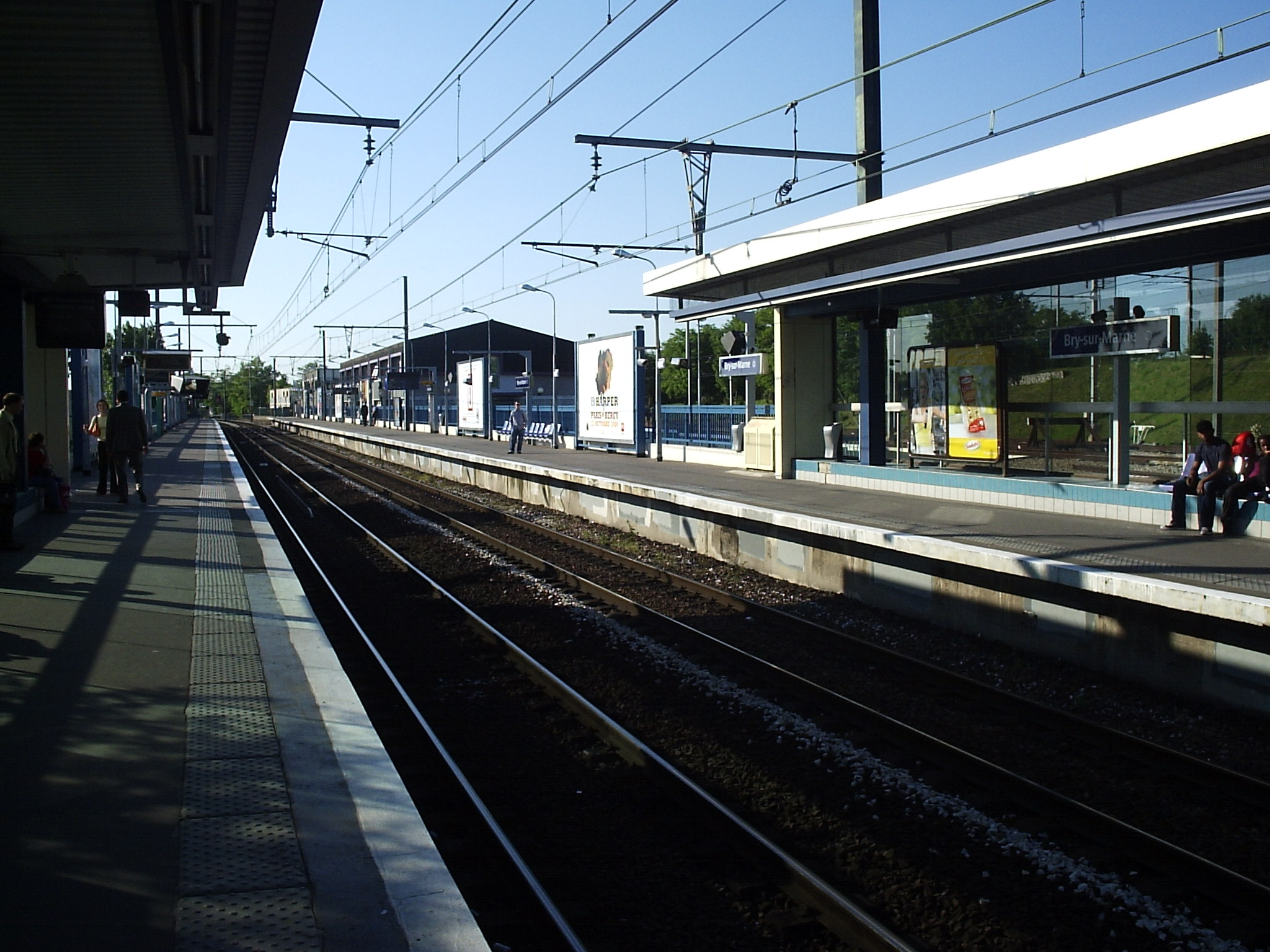
Брі-сюр-Марн

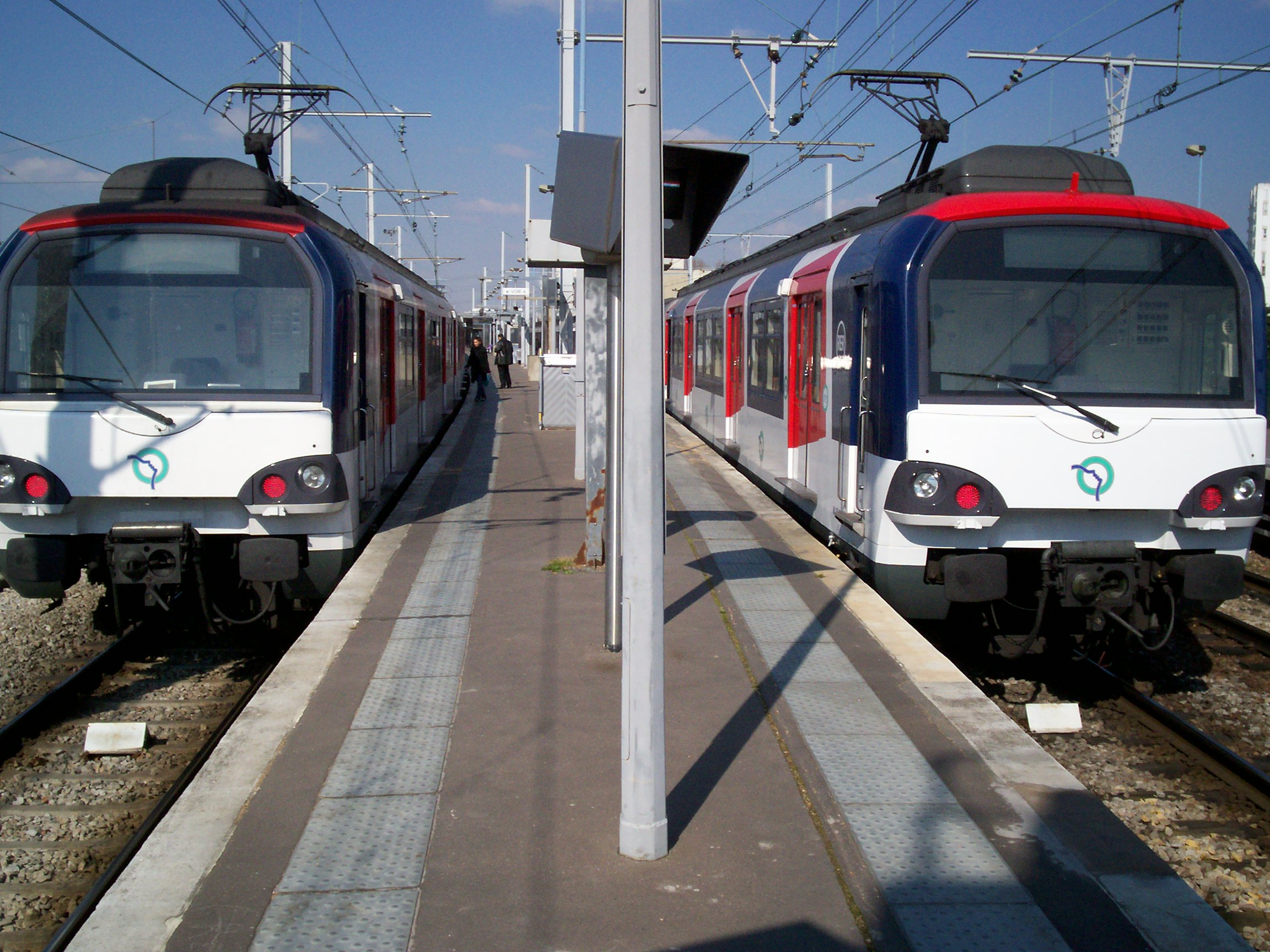
Бюссі — Сен-Жорж

- A1
  - Сен-Жермен-ан-Ле
  - Ле-Везине — Ле-Пек
  - Ле Везине — Сантр
  - Шату — Круассі
  - Рюель — Мальмезон
  - Нантер — Віль
  - Нантер — Університе
- A3, A5
  - A3
    - Сержі-ле-О
    - Сержі — Сен-Кристоф
    - Сержі — Префектюр
    - Новіль — Університе
    - Конфлан — Фен-д'Уаз
    - Ашер — Віль

  - A5
    - Пуассі
    - Ашер — Гран-Корм'є

  - Мезон — Лаффіт
  - Сартрувіль
  - Уй — Карьер-сюр-Сен
- Нантер — Префектюр
- Ля-Дефанс
- Шарль де Голль — Етуаль
- Обер
- Шатле — Ле-Аль
- Гар-де-Льон
- Насьон
- Венсен
- A2
  - Фонтене-су-Буа
  - Ножан-сюр-Марн
  - Жуанвіль-ле-Пон
  - Сен-Мор — Кретей
  - Ле-Парк-де-Сен-Мор
  - Шампиньї
  - Ля-Варен — Шенев'єр
  - Сюсі — Боней
  - Буассі — Сен-Леже
- A4
  - Валь-де-Фонтене
  - Неї — Плезанс
  - Брі-сюр-Марн — Плезанс
  - Нуазі-ле-Гран — Мон д'Ест
  - Нуазі — Шам
  - Нуазьель
  - Лонь
  - Торсі
  - Бюссі — Сен-Жорж
  - Валь-д'Ероп
  - Марн-ля-Вале — Шессі